# Liriomyza orilliensis
Liriomyza orilliensis är en tvåvingeart som beskrevs av Spencer 1969. Liriomyza orilliensis ingår i släktet Liriomyza och familjen minerarflugor.
Artens utbredningsområde är Ontario. Inga underarter finns listade i Catalogue of Life.